# Přepínač

Schematická značka přepínače

Přepínač je elektrotechnická součástka fungující na podobném principu jako spínač. Přesněji řečeno: Chová se jako dva spínače s jedním společným vývodem. Při obsluze pohybem jezdce (pohyblivé části) se jeden obvod (L1) sepne (připojí ke společnému vývodu COM) a druhý (L2) rozepne. Pokud bychom nechali jeden vývod nezapojen, připojili pouze společný vývod a jeden z vybíraných (buď L1, nebo L2), přepínač by se choval jako normální spínač. Toto zapojení se v praxi často používá.
U přepínačů se rozlišuje:

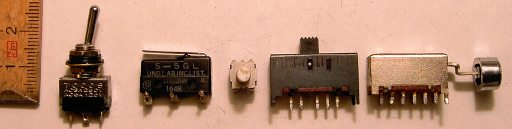
Různé druhy přepínačů

- provedení (posuvné, otočné, kolébkové, páčkové, …)
- jmenovité a maximální hodnoty (napětí, proud, teplota, vlhkost, …)
- póly – kolik vodičů současně přepíná (např. pro přepínání vícevodičového vedení)
- vícepolohový – kolik různých stavů lze zvolit (nejčastější jsou dvě až tři polohy)

Přepínač je také jednou ze součástí elektromagnetického relé.